# 谢尔盖·塔尔诺夫斯基
谢尔盖·塔尔诺夫斯基（羅馬尼亞語：Serghei Tarnovschi，1997年6月24日—），摩尔多瓦男子皮划艇运动员。他曾代表摩尔多瓦参加2016年和2020年夏季奥林匹克运动会皮划艇比赛，其中2016年奥运会因药检不过关被取消成绩，2020年奥运会获得一枚铜牌。